# Kartause La Lance

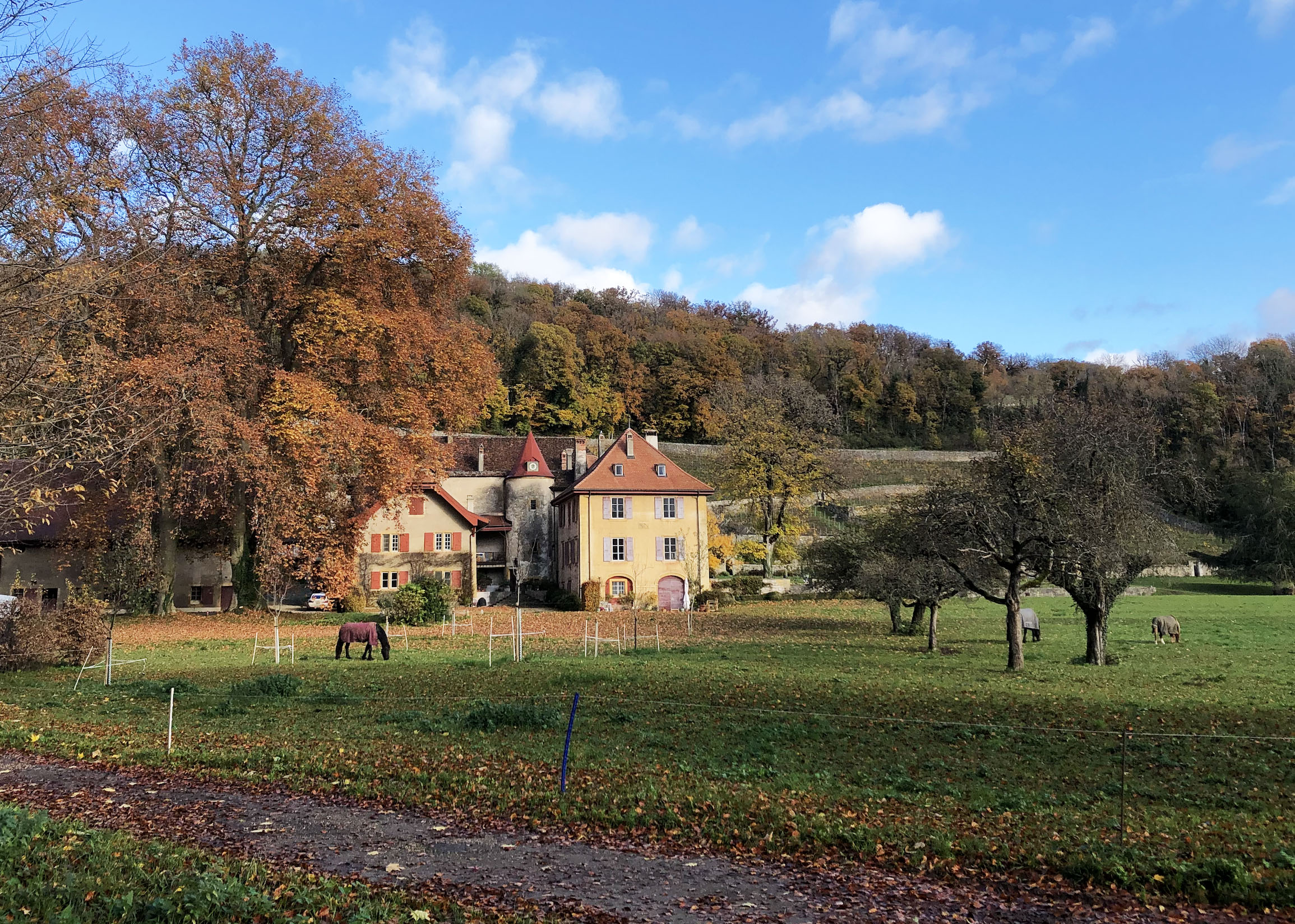
Domäne von La Lance

Die Kartause La Lance, auch Saint Lieu de La Lance (lateinisch Sanctus locus de Lancea), ist ein ehemaliges Kartäuserkloster in Concise im Kanton Waadt. Das Kloster lag in der Diözese Lausanne. Die Gebäudegruppe ist als Kulturgut von nationaler Bedeutung klassiert und liegt an einer Stelle nahe am Neuenburgersee, die zu einem Gebiet des Bundesinventars der Landschaften und Naturdenkmäler von nationaler Bedeutung gehört.

## Geschichte
Im Jahr 1317 gründeten Otto von Grandson und sein Neffe Peter II. von Grandson an der Nordgrenze ihres Herrschaftsbereichs die Niederlassung der Kartäuser. Der Name des neuen Klosters ist vom Bach Lancy abgeleitet, der das kleine Tal zwischen dem Jurasüdfuss und dem Ufer des Neuenburgersees entwässert, in welchem die neue Siedlung entstand. Peter von Grandson stattete sie mit einigen Ländereien in der Umgebung aus und verkaufte dem neuen Konvent später noch weitere Liegenschaften. Otto von Grandson förderte die Klostergründung mit der Summe von 6000 Gulden. 
1318 begannen die Bauarbeiten an den Gebäuden, und am 28. April 1328 weihte der Bischof von Lausanne Jean de Rossillon die Klosterkirche. Von 1317 bis 1323 amtete Jean de Montaigu als erster Prior von Lance.
Das engere Klostergut umfasste das Tal der Lancy, die über einen Kanal das im Kloster benötigte Wasser lieferte. In der Umgebung liessen die Mönche Ackerland und einen grossen, noch heute gepflegten Weinberg bewirtschaften, und sie besassen das Recht auf Holzschlag in den Wäldern der Herrschaft Grandson und auf Fischerei im nahe gelegenen See. Mit der Zeit erwarb das Kloster angrenzende Parzellen von privaten Eigentümern. Seit dem 14. Jahrhundert waren die Mühlen von Seyte und von La Raisse östlich von Lance im Besitz der Kartäuser; im 15. Jahrhundert wurde das Wasserwerk von La Raisse eine Sägemühle. Der Konvent bezog zudem Einkünfte vom Landgut Villars-Luczon bei Yverdon und von Häusern in verschiedenen Ortschaften der Waadt. Das Baumaterial für Kirche und Konventgebäude konnten die Kartäuser in einem nahe gelegenen Steinbruch östlich von Lancea beschaffen, der schon zur Römerzeit genutzt worden war.
Das Kloster profitierte von Schenkungen vieler Adelsfamilien der Romandie, die in Archivdokumenten und dem Nekrologbuch der Kirche erwähnt sind. So zählten neben den Grandson etwa die Grafen von Neuenburg, die Freiherren von Savoyen-Waadt, die Chalon, die Vaumarcus und die Herren von Estavayer zu den Gönnern von Sanctus Locus de Lancea.
1476 wurden die Klostergebäude während der Schlacht von Grandson, die in unmittelbarer Nähe der Kartause begann, beschädigt. 1538 setzte die Obrigkeit von Bern nach der Reformation auch die Auflösung des Kartäuserklosters am Neuenburgersee durch. Der letzte Prior, Petrus von Dompierre, und die anderen noch verbliebenen fünf Mönche mussten den Ort verlassen; sie schlossen sich den Kartausen La Valsainte und La Part-Dieu in der Grafschaft Greyerz an.
Der Landvogt von Grandson Jakob Tribolet kaufte für 4000 Pfund die Anlage mit ihren Ländereien, die fortan in Privatbesitz blieben. 1770 verkaufte Godoald Tribolet die Domäne an den holländischen Offizier Simon Le Chevalier de Rochefort. 1794 erwarb Jakob Ludwig von Pourtalès, ein Textilunternehmer aus dem Fürstentum Neuenburg, die Domäne. Er und seine Nachkommen liessen die Gebäude im 18. und 19. Jahrhundert stark verändern und zu einem modernen Gutsbetrieb umbauen, so dass heute von der ursprünglichen Anlage fast nur noch der gotische Kreuzgang und die Aussenmauern der Klosterkirche vorhanden sind.
Die 1859 gebaute Bahnstrecke Yverdon-Vaumarcus durch die Compagnie de l’Ouest Suisse verläuft zwischen dem Gutshof und seinem Strand am Neuenburgersee. 

## Architektur

Westfassade der ehemaligen Klosterkirche (1899)

Die Klosterkirche, die der Muttergottes geweiht war, lag im Norden der Konventgebäude. Ihre Grundsubstanz ist zum grössten Teil noch erhalten. Nach der Art der einfachen Kartäuserarchitektur hat sie einen einfachen, rechteckigen Grundriss ohne Chor und Querschiff. Das Kreuzrippengewölbe aus dem Spätmittelalter wurde im 19. Jahrhundert abgebrochen. Schmale Fenster auf der Nordseite, ein grösseres Fenster in der Ostwand und ein Okulus in der Westfront über dem Kirchenportal beleuchteten den Raum. Im 19. Jahrhundert wurde in der Kirche ein Zwischenboden eingezogen und im Obergeschoss die Hausbibliothek der Familie Pourtalès eingerichtet. 1929 wurde ein Bereich der ehemaligen Kirche zu einer Küche umgebaut.
Der kleine Kreuzgang auf der Südseite der Kirche auf einem Grundriss von ungefähr 13 auf 13 m noch ganz intakt. Es ist die einzige erhaltenen Anlage dieser Art im Kanton Waadt. Auf Reihen von doppelten Säulchen, unterbrochen von quadratischen Pfeilern, ruhen die Aussenwände des Ganges und des Obergeschosses sowie die Rippen des Kreuzgewölbes. Die Kapitelle weisen einfache florale und figürliche Motive auf.
Von den mittelalterlichen Konventgebäuden, die an die Kirche und den Kreuzgang anschlossen, ist wegen der jüngeren Bautätigkeit nur noch wenig zu erkennen. Bauarchäologische Untersuchungen haben am Gebäudekomplex bisher nicht stattgefunden. Das Ensemble ist nach den Veränderungen im 19. Jahrhundert ein grosszügiger Landsitz und Gutshof mit angegliederten Wirtschaftsgebäuden, Gärten und einem Weingut. Im Kreuzgang finden Konzerte und im Gewölberaum der ehemaligen Kirche andere Veranstaltungen statt.

## Archive
Umfangreiche Bestände von Dokumenten des Kartäuserklosters aus dem Mittelalter sind in den Staatsarchiven der Kantone Waadt und Freiburg archiviert.